# Chiesa di Sant'Antonio da Padova (Nurri)
La chiesa di Sant'Antonio da Padova è una chiesa campestre situata in territorio di Nurri, centro abitato della Sardegna meridionale. Consacrata al culto cattolico, fa parte della parrocchia di San Michele, arcidiocesi di Cagliari.